# Bertram Neville Brockhouse
Bertram Neville Brockhouse, kanadski fizik, * 15. julij 1918, Lethbridge, Alberta, Kanada, † 13. oktober 2003, Hamilton, Ontario, Kanada.
Brockhouse je leta 1994 skupaj z Cliffordom Glenwoodom Shullom prejel Nobelovo nagrado za fiziko za razvoj nevtronske sipalne tehnike, v keterem se s pomočjo toka nevtronov raziskuje atomska zgradba kapljevine ali trdnine.
1. 1 2  Encyclopædia Britannica
2. 1 2  Brockhaus Enzyklopädie
3. ↑  Munzinger Personen